# 가나가와현도 제73호선
가나가와현도 제73호선(일본어: 神奈川県道73号小田原停車場線, 가나가와현도 제73호 오다와라 정차장 선)은 가나가와현 오다와라시의 관내를 관통시키고 있는 현도이기도 하다.

## 개요
- 총 연장 : 1.3 km
- 기점 : 오다와라시 조나이 오다와라역 니시구치 교차로 및 니시구치 로터리
- 종점 : 오다와라시 조나이·미나미초 하야카와구치 교차로 (국도 제1호선 (일본)·국도 제135호선(일본어판)과의 교점)

## 노선 개황

### 중복 구간
- 가나가와현도 제74호선 : 시로야마 중학교 입구 교차로 - 아오바시히가시가와 교차로

## 지리

### 통과하는 지자체
- 가나가와현
  - 오다와라시

### 경로 및 교차, 접촉하는 도로와 철도
도로
- 국도 제1호선
- 국도 제135호선
- 가나가와현도 제74호선

철도
- 도카이도 신칸센
- 하코네 등산 철도 철도선
- 도카이도 본선

### 주변 연선
- 오다와라역
- 국제의료복지대학(일본어판)
- 오다와라 성지공원(일본어판)